# Julie Foggea
Julie Foggea (Les Abymes, 1990. augusztus 28. –) Guadeloupe-i származású francia válogatott kézilabdázó, a román élvonalban szereplő SCM Râmnicu Vâlcea kapusa.

## Pályafutása
Julie Foggea pályafutását a Fleury csapatában kezdte, ahol 2012-ig védett. 2012 nyarán megállapodott átigazolásáról az Arvor 29-cel, azonban időközben a klubot adminisztratív okok miatt kizárták az élvonalból, így Foggea végül a Mios-Biganos csapatában folytatta karrierjét. A 2013–2014-es szezonban ő volt a francia bajnokság legjobb kapusa.
Az időközben fuzionáló és a Mios Biganos Bègles néven tovább szereplő csapatban három szezont töltött, 2015-ben EHF Challenge Cup-győztes lett a klub játékosaként. 2015 nyarán visszatért a Fleury-hez.
A 2017–2018-as szezon előtt a magyar bajnokságban szereplő Érdhez írt alá. Még magyarul is megtanult illetve énekelni is. 
2020-ban az Érd anyagi nehézségei miatt szinte minden játékosával szerződést bontott, csakúgy, mint Szabó Edina vezetőedzővel, így a 2019-2020-as szezont követően Foggea is távozott Magyarországról és a román élvonalbeli Rapid București játékosa lett.

## Sikerei, díjai
Fleury
- EHF Challenge Cup-győztesː 2015

Mios-Biganos
- Francia Ligakupa-győztesː 2016